# 생방송 정보토크 - 팔방미인
《생방송 정보토크 - 팔방미인》은 대한민국의 MBC에서 오전 시간대의 텔레비전 교양 · 예능 · 토크쇼 프로그램이다.

## 개요
하루를 여는 기분좋은 토크쇼 형식으로 종종 사연을 숨긴 스타들을 진솔한 이야기로 따로 다루었다.

## 방송 시간
| 방송 채널 | 프로그램                   | 방송 기간                           | 방송 시간                                               | 방송 분량  |
| --------- | -------------------------- | ----------------------------------- | ------------------------------------------------------- | ---------- |
| MBC TV    | 생방송 정보토크 - 팔방미인 | 2005년 4월 25일 ~ 2005년 5월 20일   | 매주 월요일 ~ 금요일 오전 9시 45분 ~ 오전 11시          | 1시간 15분 |
| MBC TV    | 생방송 정보토크 - 팔방미인 | 2005년 5월 23일 ~ 2005년 5월 26일   | 월요일 ~ 목요일 오전 9시 45분 ~ 11시                    | 1시간 15분 |
| MBC TV    | 생방송 정보토크 - 팔방미인 | 2005년 5월 30일 ~ 2005년 6월 3일    | 매주 월요일 ~ 금요일 오전 9시 45분 ~ 오전 11시          | 1시간 15분 |
| MBC TV    | 생방송 정보토크 - 팔방미인 | 2005년 6월 7일 ~ 2005년 6월 10일    | 화요일 ~ 금요일 오전 9시 45분 ~ 오전 11시               | 1시간 15분 |
| MBC TV    | 생방송 정보토크 - 팔방미인 | 2005년 6월 13일 ~ 2005년 7월 22일   | 매주 월요일 ~ 금요일 오전 9시 45분 ~ 오전 11시          | 1시간 15분 |
| MBC TV    | 생방송 정보토크 - 팔방미인 | 2005년 7월 25일                     | 월요일 오전 9시 45분 ~ 오전 11시                        | 1시간 15분 |
| MBC TV    | 생방송 정보토크 - 팔방미인 | 2005년 7월 27일 ~ 2005년 7월 29일   | 수요일 ~ 금요일 오전 9시 45분 ~ 오전 11시               | 1시간 15분 |
| MBC TV    | 생방송 정보토크 - 팔방미인 | 2005년 8월 1일 ~ 2005년 8월 4일     | 월요일 ~ 목요일 오전 9시 45분 ~ 오전 11시               | 1시간 15분 |
| MBC TV    | 생방송 정보토크 - 팔방미인 | 2005년 8월 5일                      | 금요일 오전 10시 ~ 11시                                 | 1시간      |
| MBC TV    | 생방송 정보토크 - 팔방미인 | 2005년 8월 8일 ~ 2005년 8월 12일    | 매주 월요일 ~ 금요일 오전 9시 45분 ~ 11시               | 1시간 15분 |
| MBC TV    | 생방송 정보토크 - 팔방미인 | 2005년 8월 16일 ~ 2005년 8월 19일   | 수요일 ~ 금요일 오전 9시 45분 ~ 11시                    | 1시간 15분 |
| MBC TV    | 생방송 정보토크 - 팔방미인 | 2005년 8월 22일 ~ 2005년 8월 26일   | 매주 월요일 ~ 금요일 오전 9시 45분 ~ 11시               | 1시간 15분 |
| MBC TV    | 생방송 정보토크 - 팔방미인 | 2005년 8월 29일 ~ 2005년 8월 30일   | 월요일 ~ 화요일 오전 9시 45분 ~ 11시                    | 1시간 15분 |
| MBC TV    | 생방송 정보토크 - 팔방미인 | 2005년 8월 31일                     | 수요일 오전 9시 45분 ~ 10시 30분, 오전 10시 55분 ~ 11시 | 45분, 5분  |
| MBC TV    | 생방송 정보토크 - 팔방미인 | 2005년 9월 1일 ~ 2005년 9월 2일     | 목요일 ~ 금요일 오전 9시 45분 ~ 11시                    | 1시간 15분 |
| MBC TV    | 생방송 정보토크 - 팔방미인 | 2005년 9월 5일 ~ 2005년 9월 16일    | 매주 월요일 ~ 금요일 오전 9시 45분 ~ 11시               | 1시간 15분 |
| MBC TV    | 생방송 정보토크 - 팔방미인 | 2005년 9월 20일 ~ 2005년 9월 23일   | 화요일 ~ 금요일 오전 9시 45분 ~ 11시                    | 1시간 15분 |
| MBC TV    | 생방송 정보토크 - 팔방미인 | 2005년 9월 26일 ~ 2005년 9월 30일   | 매주 월요일 ~ 금요일 오전 9시 45분 ~ 11시               | 1시간 15분 |
| MBC TV    | 생방송 정보토크 - 팔방미인 | 2005년 10월 4일 ~ 2005년 10월 7일   | 화요일 ~ 금요일 오전 9시 45분 ~ 11시                    | 1시간 15분 |
| MBC TV    | 생방송 정보토크 - 팔방미인 | 2005년 10월 10일 ~ 2005년 10월 11일 | 월요일 ~ 화요일 오전 9시 45분 ~ 11시                    | 1시간 15분 |
| MBC TV    | 생방송 정보토크 - 팔방미인 | 2005년 10월 12일 ~ 2005년 10월 14일 | 수요일 ~ 금요일 오전 10시 40분 ~ 11시 55분              | 1시간 15분 |
| MBC TV    | 생방송 정보토크 - 팔방미인 | 2005년 10월 17일 ~ 2005년 11월 11일 | 매주 월요일 ~ 금요일 오전 9시 45분 ~ 11시               | 1시간 15분 |
| MBC TV    | 생방송 정보토크 - 팔방미인 | 2005년 11월 14일 ~ 2005년 11월 16일 | 월요일 ~ 수요일 오전 9시 45분 ~ 11시                    | 1시간 15분 |
| MBC TV    | 생방송 정보토크 - 팔방미인 | 2005년 11월 17일                    | 목요일 오전 9시 45분 ~ 10시 30분                        | 45분       |
| MBC TV    | 생방송 정보토크 - 팔방미인 | 2005년 11월 18일                    | 금요일 오전 9시 45분 ~ 11시                             | 1시간 15분 |
| MBC TV    | 생방송 정보토크 - 팔방미인 | 2005년 11월 21일 ~ 2005년 11월 25일 | 매주 월요일 ~ 금요일 오전 9시 45분 ~ 11시               | 1시간 15분 |
| MBC TV    | 생방송 정보토크 - 팔방미인 | 2005년 11월 28일 ~ 2005년 11월 30일 | 월요일 ~ 수요일 오전 9시 45분 ~ 11시                    | 1시간 15분 |
| MBC TV    | 생방송 정보토크 - 팔방미인 | 2005년 12월 1일 ~ 2005년 12월 2일   | 목요일 ~ 금요일 오전 9시 45분 ~ 10시 55분               | 1시간 10분 |
| MBC TV    | 생방송 정보토크 - 팔방미인 | 2005년 12월 5일 ~ 2005년 12월 16일  | 매주 월요일 ~ 금요일 오전 9시 45분 ~ 10시 55분          | 1시간 10분 |
| MBC TV    | 생방송 정보토크 - 팔방미인 | 2005년 12월 19일 ~ 2005년 12월 21일 | 월요일 ~ 수요일 오전 9시 45분 ~ 10시 55분               | 1시간 10분 |
| MBC TV    | 생방송 정보토크 - 팔방미인 | 2005년 12월 22일                    | 목요일 오전 10시 ~ 11시 10분                            | 1시간 10분 |
| MBC TV    | 생방송 정보토크 - 팔방미인 | 2005년 12월 23일                    | 금요일 오전 9시 45분 ~ 11시                             | 1시간 15분 |
| MBC TV    | 생방송 정보토크 - 팔방미인 | 2005년 12월 26일 ~ 2006년 1월 20일  | 매주 월요일 ~ 금요일 오전 9시 45분 ~ 10시 55분          | 1시간 10분 |
| MBC TV    | 생방송 정보토크 - 팔방미인 | 2006년 1월 23일 ~ 2006년 1월 24일   | 월요일 ~ 화요일 오전 9시 45분 ~ 10시 55분               | 1시간 10분 |
| MBC TV    | 생방송 정보토크 - 팔방미인 | 2006년 1월 26일                     | 목요일 오전 9시 45분 ~ 10시, 오전 10시 25분 ~ 11시 10분 | 15분, 45분 |
| MBC TV    | 생방송 정보토크 - 팔방미인 | 2006년 1월 27일                     | 금요일 오전 9시 45분 ~ 10시 55분                        | 1시간 10분 |
| MBC TV    | 생방송 정보토크 - 팔방미인 | 2006년 1월 30일                     | 월요일 오전 9시 20분 ~ 10시 40분                        | 1시간 20분 |
| MBC TV    | 생방송 정보토크 - 팔방미인 | 2006년 1월 31일 ~ 2006년 2월 2일    | 화요일 ~ 금요일 오전 9시 45분 ~ 10시 55분               | 1시간 10분 |
| MBC TV    | 생방송 정보토크 - 팔방미인 | 2006년 2월 6일                      | 월요일 오전 9시 45분 ~ 10시 55분                        | 1시간 10분 |
| MBC TV    | 생방송 정보토크 - 팔방미인 | 2006년 2월 8일 ~ 2006년 2월 10일    | 수요일 ~ 금요일 오전 9시 45분 ~ 10시 55분               | 1시간 10분 |
| MBC TV    | 생방송 정보토크 - 팔방미인 | 2006년 2월 13일 ~ 2006년 2월 17일   | 매주 월요일 ~ 금요일 오전 9시 45분 ~ 10시 55분          | 1시간 10분 |
| MBC TV    | 생방송 정보토크 - 팔방미인 | 2006년 2월 22일 ~ 2006년 2월 24일   | 수요일 ~ 금요일 오전 9시 45분 ~ 10시 55분               | 1시간 10분 |
| MBC TV    | 생방송 정보토크 - 팔방미인 | 2006년 2월 27일 ~ 2006년 2월 28일   | 월요일 ~ 화요일 오전 9시 45분 ~ 10시 55분               | 1시간 10분 |
| MBC TV    | 생방송 정보토크 - 팔방미인 | 2006년 3월 2일                      | 목요일 오전 9시 45분 ~ 10시 55분                        | 1시간 10분 |
| MBC TV    | 생방송 정보토크 - 팔방미인 | 2006년 3월 3일                      | 금요일 오전 9시 45분 ~ 11시 10분                        | 1시간 25분 |
| MBC TV    | 생방송 정보토크 - 팔방미인 | 2006년 3월 6일 ~ 2006년 3월 31일    | 매주 월요일 ~ 금요일 오전 9시 45분 ~ 10시 55분          | 1시간 10분 |
| MBC TV    | 생방송 정보토크 - 팔방미인 | 2006년 4월 3일                      | 월요일 오전 9시 45분 ~ 11시                             | 1시간 15분 |
| MBC TV    | 생방송 정보토크 - 팔방미인 | 2006년 4월 4일 ~ 2006년 4월 7일     | 화요일 ~ 금요일 오전 9시 45분 ~ 10시 55분               | 1시간 10분 |
| MBC TV    | 생방송 정보토크 - 팔방미인 | 2006년 4월 10일 ~ 2006년 4월 14일   | 매주 월요일 ~ 금요일 오전 9시 45분 ~ 10시 55분          | 1시간 10분 |
| MBC TV    | 생방송 정보토크 - 팔방미인 | 2006년 4월 18일 ~ 2006년 4월 20일   | 화요일 ~ 목요일 오전 9시 45분 ~ 10시 55분               | 1시간 10분 |
| MBC TV    | 생방송 정보토크 - 팔방미인 | 2006년 4월 21일                     | 금요일 오전 9시 45분 ~ 11시                             | 1시간 15분 |
| MBC TV    | 생방송 정보토크 - 팔방미인 | 2006년 4월 24일                     | 월요일 오전 9시 45분 ~ 10시, 오전 10시 10분 ~ 11시      | 15분, 50분 |
| MBC TV    | 생방송 정보토크 - 팔방미인 | 2006년 4월 25일                     | 화요일 오전 9시 55분 ~ 11시                             | 1시간 5분  |
| MBC TV    | 생방송 정보토크 - 팔방미인 | 2006년 4월 26일 ~ 2006년 4월 28일   | 수요일 ~ 금요일 오전 9시 45분 ~ 10시 55분               | 1시간 10분 |

## 진행자
- 김성주, 정지영, 패널 : 성동일, 백소영, 최란, 한준호